# Reculfoz
Reculfoz település Franciaországban, Doubs megyében. Lakosainak száma 41 fő (2022. január 1.). Reculfoz Cerniébaud, Le Crouzet, Mouthe, Petite-Chaux és Les Pontets községekkel határos.

## Népesség
A település népessége az elmúlt években az alábbi módon változott:
| Lakosok száma | 37   | 27   | 40   | 49   | 45   | 41   | 41   | 39   | 38   | 41   |
|               | 1968 | 1982 | 1990 | 2006 | 2013 | 2015 | 2017 | 2019 | 2020 | 2022 |